# Le Cavalier du Baïkal
Le Cavalier du Baïkal est un roman de l'écrivain Bernard Clavel paru en 2000 aux éditions Albin Michel.
Il s'inscrit dans la série de romans que l'auteur a consacré au Rhône, fleuve au bord duquel il a vécu et auquel il a consacré un ouvrage intitulé Le Rhône ou les métamorphoses d’un Dieu, repris chez Actes Sud sous le titre Je te cherche vieux Rhône en 1979.

## Présentation
Le Cavalier du Baïkal : un grand voyage du lac Baïkal jusqu'à la vallée du Rhône à l'époque romaine.
le Cavalier du Baïkal traite des grandes migrations de ces hommes d'Extrême-Orient qui déjà à l'époque de Jules César partent à marche forcée vers l'Occident jusque dans la vallée du Rhône, où la nature et pas seulement le fleuve, joue un rôle essentiel, et nous fait partager sa compassion pour les humbles que l'auteur a toujours eue. Ce roman fait partie des ouvrages que Bernard Clavel a consacré au Rhône, ce fleuve qu’il aimait tant et auprès duquel il a vécu plusieurs années du côté de Vernaison en aval de Lyon, tous ceux qui vivent au contact du Rhône qui se fâche parfois et noie la vallée dans des crues terribles.
Voici ce qu'en dit Didier Sénécal dans le magazine Lire : « Le nouveau roman de Bernard Clavel tranche avec sa production ordinaire, puisque le héros est un cavalier des steppes vivant au Ier siècle avant notre ère. Contraint de fuir les rives du lac Baïkal, Sadko combat des hommes aussi féroces que des ours puis atteint la Gaule au moment où Jules César entreprend sa conquête. »
Autre commentaire de Vincent Landel du Magazine littéraire : « Bernard Clavel navigue à son aise dans ce roman de pure action où ses myriades de lecteurs retrouveront les accents lyriques du ‘Royaume du Nord’’. »

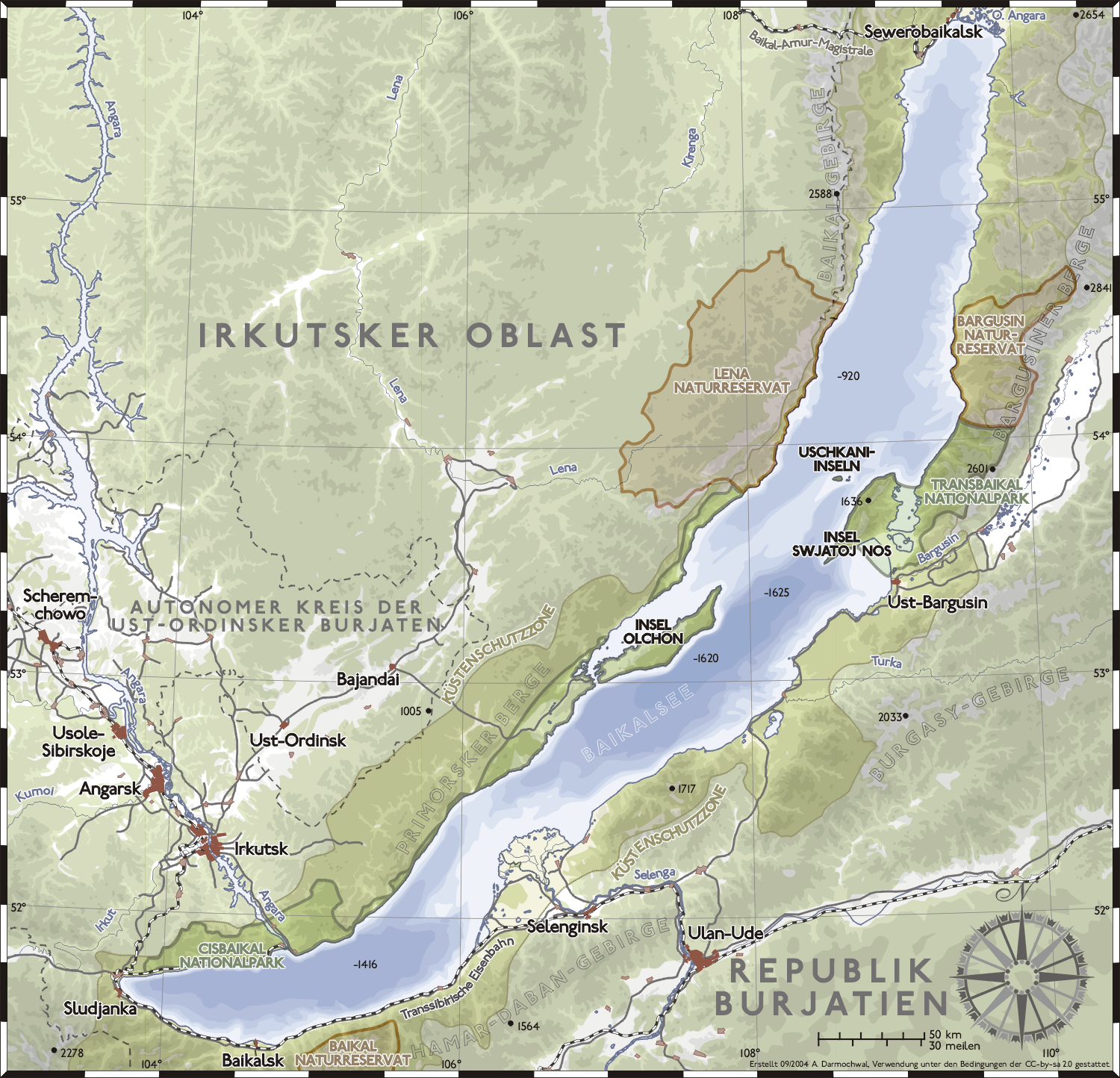
Carte du Lac Baïcal

On peut le compléter par ce commentaire de Bernard Clavel lui-même : « Sadko, le cavalier du Baïkal qui galope sur son tarpan des steppes, est né d’un tourbillon de lumière et de vent. S’il s’est laissé entraîner jusqu’aux bords du Rhône, c’est qu’il fallait que ce Barbare découvre un monde où la barbarie prend des dimensions qu’aucun homme de sa race n’aurait su imaginer. [...] En lançant Sadko dans la mêlée, j’ai cru en finir avec lui. Mais on ne distance pas un cavalier de sa trempe. À présent, c’est lui qui m’entraîne. Pareil à un fétu de paille, je flotte dans son sillage où dansent les étoiles. »
Une nouvelle fois, Bernard Clavel part en guerre contre la guerre, faisant sienne cette pensée d’Anatole France qu’il a placée en exergue : « Ce que les hommes appellent civilisation, c’est l’état actuel des mœurs et ce qu’ils appellent barbarie, ce sont les états antérieurs. Les mœurs présentes, on les appellera barbares quand elles seront des mœurs passées. »

## Résumé

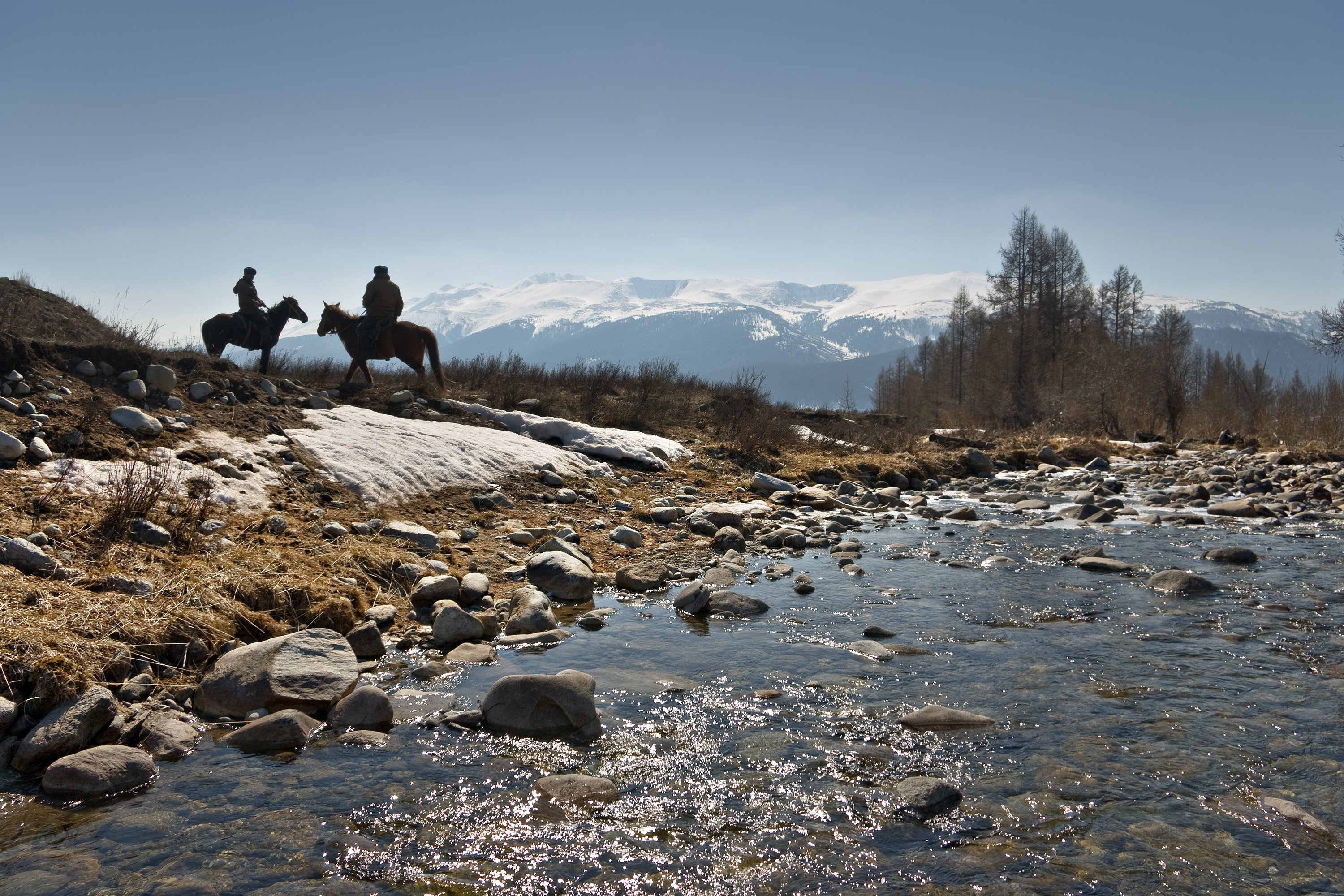
Cavaliers Kazakhs

Le roman se déroule à l’époque de l’avènement de l’Empire romain, pendant la Guerre des Gaules
Sadko, jeune guerrier des rives du lac Baïkal, est condamné à mort par le chef de sa tribu pour avoir contesté son autorité. Il réussit à échapper à la mort et de nuit quitte sa tribu avec sa fiancée Rotchka et un petit groupe de fidèles, dont Navra, son fidèle tarpan, cheval de la steppe. Commence alors un long périple vers les terres de l’ouest, très loin de son pays natal.
Sur des milliers de kilomètres, Sadko mène son petit groupe vers une terre d'accueil, parcourant la steppe, traversant des marécages et des forêts inextricables, rencontrant des bêtes sauvages, faisant face aux révoltes de la nature. Le doute et la peur devant l'inconnu ne les rebutent pas.
Après un voyage épuisant, ils arrivent au pays des Helvètes, en conflit avec les armées romaines. De ce pays, part le Rhône, un fleuve qu'ils suivent et qui les conduit vers une mer plus vaste encore que le lac Baïkal de leur origine, la Mare nostrum des Romains, celle qu'ils nomment 'la grande eau vive'.
Le retour vers le pays des Helvètes est celui de la défaite et de l’humiliation. Sadko est grièvement blessé, il a perdu beaucoup de sang. Navra son fidèle tarpan des steppes est toujours là, il le veille en compagnie du vieil helvète Dolvidix. Le chariot qui le ramène vers le nord, le long du Rhône, cahote sur de mauvais chemins, lui arrachant une plainte à chaque ornière.
Il va une dernière fois chevaucher son fier tarpan avant de rejoindre le sourire de la belle Rotchka dans les eaux obscures du lac Léman.

## Analyse

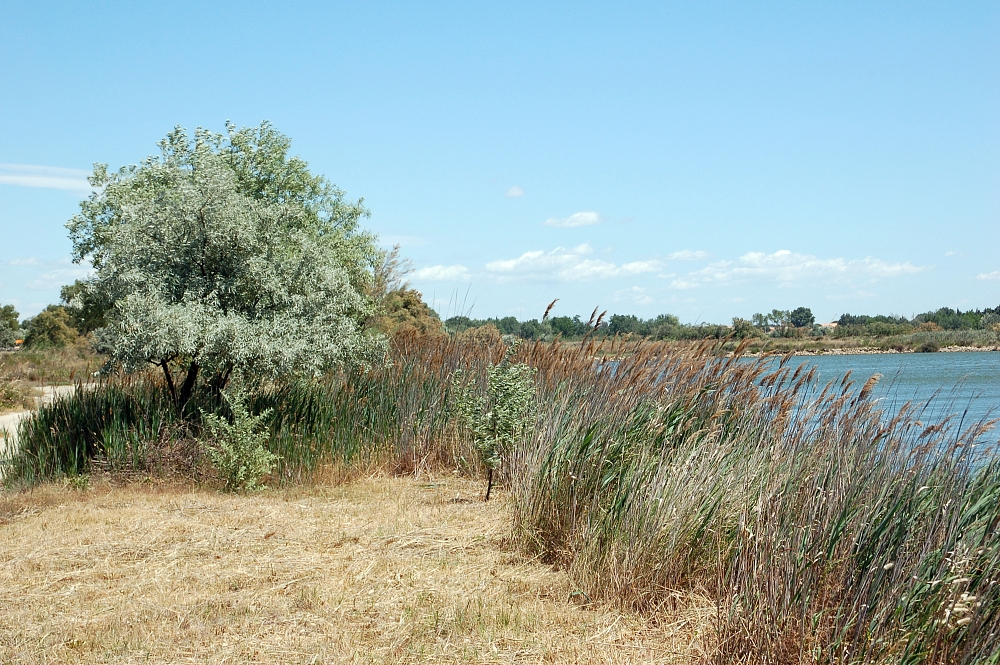
Paysage camarguais

Ce roman est un livre d'aventures marqué par la geste héroïque de Sadko où les guerriers s'affrontent vaillamment, où l'homme reste parfois désemparé par la perte d'un être cher. Il a pour cadre l'horizon infini des steppes. C'est aussi un cri contre les terribles cruautés de la Guerre des Gaules et la soif de pouvoir de Jules César.
Bernard Clavel, homme de paix, reprend ici un thème contre la guerre qui lui est cher,.
Sadko refuse de n'être qu'un soldat brutal et grossier dans ce monde occidental plein de violence qui occulte la beauté. Chevauchant à nouveau sa fière monture, il repartira loin des affres de la guerre, à la recherche d'une véritable humanité.